# Hermann Tast

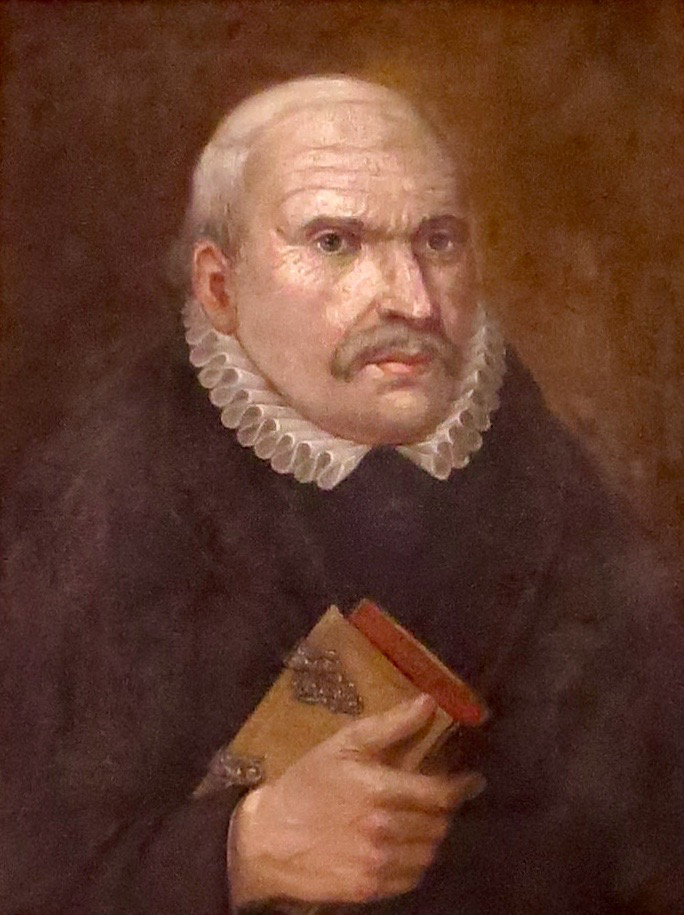
Hermann Tast

Hermann Tast (auch Harmen; * um 1490 in Husum; † 11. Mai 1551 ebenda) war ein deutscher Reformator in Husum.

## Leben
Über Hermann Tasts Herkunft und sein Leben vor 1527 ist kaum etwas bekannt. Möglicherweise ist er der Sohn eines Hermann Tast, der 1495 in Husum bezeugt ist. Er besuchte wohl die Schule des Husumer Franziskanerklosters. Vom März bis Oktober 1511 studierte Tast Theologie an der Universität zu Wittenberg. Ob und wo er sein Studium fortsetzte, ist unbekannt. Für 1514 ist in den Husumer Kirchenrechnungen festgehalten, dass ein Hermann Tast aus Husum ein Darlehen aus der Kirchenkasse erhielt. Daraus wurde geschlossen, dass Tast spätestens zu dieser Zeit als Geistlicher in Husum tätig war. Es ist aber nicht belegt, ob er wirklich Vikar am Michaelis-Altar der Husumer Marienkirche war, wie etwa Carsten Erich Carstens annahm. Da er 1534 und 1542 als Inhaber einer der einträglichsten Vikarien bezeugt ist, kann aber als Beleg dafür gelten, dass er diese Stelle schon vor der Reformation innehatte.
Wann Tast genau in Kontakt mit der lutherischen Lehre kam, ist unbekannt. Da sein Studienaufenthalt in Wittenberg lange vor Luthers Thesenanschlag lag, hatte er die lutherische Lehre vermutlich durch Schriften kennengelernt, die ihm von Studenten aus Nordfriesland, die seit 1517 in Wittenberg studiert und dabei Martin Luther persönlich kennengelernt hatten, mitgebracht wurden. Darunter war seit 1519 der gebürtige Husumer Franz Hamer (1496–1553).
Mitte der 1520er Jahre wurde in Husum zum ersten Mal lutherisch gepredigt. Die Predigten fanden im Privathaus des angesehenen Husumer Kaufmanns Matthias Knutzen statt, später angeblich wegen Platzmangels auf den großen Platz unter einer Linde neben der Kirche auf dem damaligen Friedhof. Die Datierung dieser ersten evangelischen Predigt in Husum auf 1522 stammt von Anton Heimreich und ist nicht belegt. Die weit verbreitete Darstellung, dass Tast schon 1524 in Garding lutherisch predigte, ist ebenfalls nicht zeitnah dokumentiert. Dass Tast 1526 die erste reformatorische Predigt in Flensburg – angeblich ebenfalls unter freiem Himmel – hielt, behauptete zuerst Georg Claeden in seiner Monumenta Flensburgensia 1766, wohl aufgrund einer Verwechslung mit dem wirklichen ersten evangelischen Prediger in Flensburg, Gerd Slewert.
Die Quellen, der Tetenbüller Pastor Johannes Pistorius und Peter Sax, nennen statt Tast als ersten lutherischen Prediger in Husum nicht Tast, sondern „Magister Theodoricus Pistorius […] hat als erster angefangen, die priesterliche Tyrannei bloßzustellen“. Pistorius, der seinen Namen aus Dietrich Becker latinisierte, stammte wohl aus Metelen und hatte ab 1515 in Wittenberg studiert. 1525 erteilte König Friedrich ihm einen Schutzbrief als evangelischer Prediger. Johannes Pistorius war sein Sohn, Albert Meyer sein Schwiegersohn. Viel mehr ist nicht über ihn bekannt.
1527 wurde der Flecken Husum als erster größerer Ort in Schleswig-Holstein evangelisch. Erst zu diesem Zeitpunkt setzen verlässliche Nachrichten über Tast ein. Er wurde Hauptprediger der Husumer Marienkirche, nicht zuletzt weil Matthias Knutzen sich für ihn bei König Friedrich I. und dessen Sohn, Herzog Christian, verwendete. Das lässt darauf schließen, dass er schon vorher lutherisch gepredigt hatte, auch wenn er, wie Albert Panten annimmt, nicht der erste evangelische Prediger war. Pistorius wurde Archidiakon und Franz Hamer Diakon. Alle anderen Geistlichen wurden entlassen. Hamer war der erste Husumer Geistliche, der heiratete. Tast selbst heiratete erst 1530 seine Haushälterin Gardrut, mit der er fünf Kinder hatte.
Als Hauptpastor war Tast verantwortlich für die Durchführung der Reformation in Husum. Das Kloster wurde in ein Armenhaus verwandelt. Zusammen mit Matthias Knutzen gründete Tast die Lateinschule, die später seinen Namen tragen sollte. Sie zählt damit zu den ältesten Schulen des Landes Schleswig-Holstein. 1528 begleitete Tast Johann Rantzau und Detlev von Reventlow im Auftrag des Königs nach Nordstrand, um die ersten evangelischen Gemeinden dort zu besuchen. 1529 beteiligte Tast sich am Flensburger Disputation genannten Religionsgespräch, das unter Vorsitz des dänischen Kronprinzen Christian zwischen Johannes Bugenhagen und Melchior Hoffmann in Flensburg stattfand. Tast widerlegte dort, dass Hoffmanns symbolische Deutung des Abendmahls Luthers Abendmahllehre entsprach. Pistorius begleitete Tast 1529 nach Flensburg und starb spätestens 1533.
1537 nahm Tast als einer von nur acht lutherischen Predigern aus dem Herzogtum Schleswig an der Synode in Odense und Hadersleben teil, auf der über die Einführung der Reformation in Dänemark beraten wurde. Während die von Johannes Bugenhagen verfasste Kirchenordnung in Dänemark angenommen wurde, verweigerten sich die Herzogtümer. 1538 wurde Tast einer von vier Visitatoren im Herzogtum Schleswig zuständig für das Amt Nordstrand und zusätzlich 1540 Propst für Husum und Eiderstedt mit dem Titel Superintendent. Auf königliche Weisung wirkte er 1542 an der Übersetzung der in Latein verfassten dänischen Kirchenordnung ins Niedersächsische mit, die dann in Schleswig-Holstein angenommen wurde. Mit Annahme der Kirchenordnung wurde das Kirchenwesen neu geordnet. Superintendent war nun nur noch der Bischof von Schleswig.
Die Landesteilung zwischen König Christian III. und seinen Brüdern führte 1544 dazu, dass Tast das Propstenamt für Nordstrand verlor, weil Nordstrand an Hans von Schleswig-Holstein-Hadersleben fiel. Tast blieb zuständig für Eiderstedt und Husum. 1548 verlor er auch die geistliche Aufsicht über Eiderstedt, das sein Landesherr Adolf I. von Schleswig-Holstein-Gottorf seinem Hofprediger unterstellte.

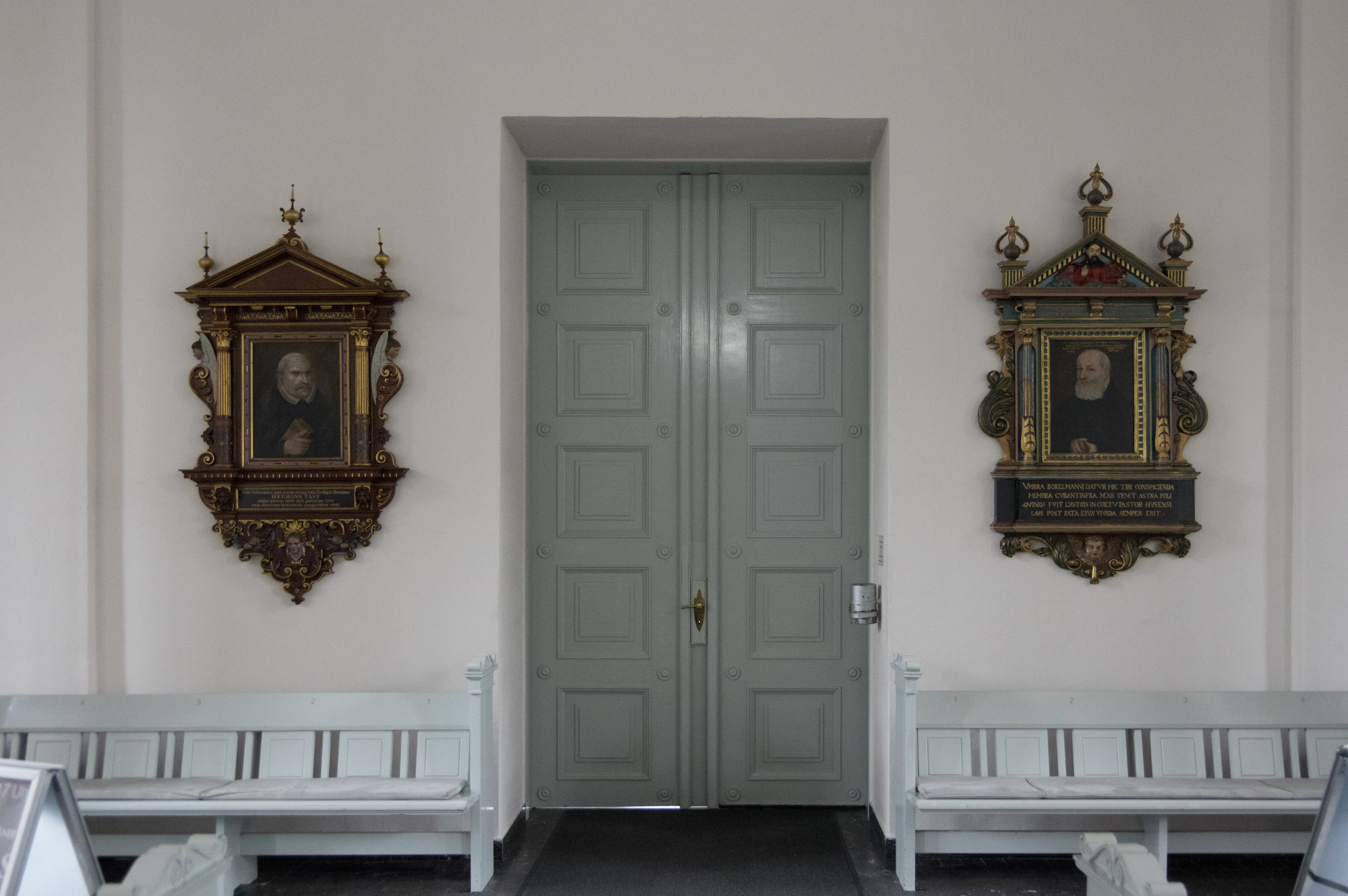
Epitaph für Hermann Tast (links) und Petrus Bockelmann (rechts) in der Marienkirche (Husum)

1548 setzte der aus Kleve stammende erste evangelische Schleswiger Bischof Tilemann von Hussen seinen Landsmann Johann von Linden Diakon in Husum ein. Linden behauptete, als Lutheraner aus seiner Heimat vertrieben zu sein, vertrat aber täuferische Ansichten, die zur Spaltung der Gemeinde führten. Tast beschwerte sich deshalb beim Konsistorium in Schleswig, aber der Bischof verhinderte einen Prozess. Linden wechselte Anfang 1551 in die Kirchengemeinde Tetenbüll. Tast starb nur wenig später. Sein Nachfolger als Pastor in Husum wurde 1552 der aus Braunschweig stammende Luther-Schüler Petrus Bockelmann.

## Familie
Mit seiner Frau Gardrut hatte Tast fünf Kinder, von denen zwei Söhne bekannt sind:
- Hermann Tast (* ~1530; † 29. Juni 1610) studierte 1550–1552 mit Johannes Pistorius und dem Sohn von Franz Hamer in Wittensee, wurde Pastor in Bupsee auf Nordstrand und Vizepropst der Insel.
- Johannes Tast (* ~1532; † 27. Juni 1586) war Stadtsekretär in Riga. König Stephan Báthory von Polen-Litauen, der 1581 Riga erobert hatte, versuchte dort mit Hilfe von Jesuiten den Gregorianischen Kalender einzuführen. Die evangelischen Bürger wehrten sich gegen die als Katholisierung empfundene Reform in den Kalenderunruhen in Riga. Tast, der bereits mehrfach erfolgreich mit Báthory verhandelt hatte und von diesem schon vor 1580 geadelt worden war, versuchte zu vermitteln, was ihm vom Rat der Stadt als Verrat ausgelegt wurde. Über ein Jahr zu seinem Schutz im Schloss arrestiert, wurde er nach einem Fluchtversuch gefangen genommen, gefoltert und um 27. Juni 1586 hingerichtet.[14]

## Rezeption
Da keine verlässlichen Quellen über Tasts Leben vor 1527 vorliegen, ist es schwer, Tasts Bedeutung für die Durchsetzung der Reformation im Herzogtum Schleswig zu rekonstruieren. Er hat nur ein einziges Schriftwerk hinterlassen, ein Traktat über die Kirchenzucht, das das evangelische Ministerium in Bremen 1555 als utilis et necessaria (nützlich und notwendig) lobte. Es existiert auch kein Nachruf auf ihn. Als erste Historiker erwähnten ihn David Chyträus und Johannes Petreus Ende des 16. Jahrhunderts. Petreus bezeichnete ihn als erster als Husumer Reformator. Mehr als hundert Jahre nach Tasts Tod schrieb Anton Heimreich in seiner KirchenHistorie, dass Tast schon 1522 in Husum evangelisch gepredigt habe. Davon ausgehend setzte eine Legendenbildung ein, die Tast zur „Schlüsselfigur“ der Reformation in Schleswig-Holstein machte. Erst Albert Panten und Dieter Lohmeier relativierten diese Sicht. Dabei schoss Panten wohl etwas über das Ziel hinaus in seiner Bemühung auch Pistorius gerecht zu werden. Es bleibt festzuhalten, dass Tast der einzige Einheimische unter den ersten evangelischen Pröpsten im Herzogtum Schleswig war, während neben Slewert, Eberhard Weidensee und Johann Wenth von Herzog Christian aus dem Ausland geholt worden waren.
Zu Ehren des Reformators heißt die Husumer Gelehrtenschule seit 1914 Hermann-Tast-Schule. In Flensburg existiert zum Gedenken an Hermann Tast in der St. Jürgen-Kirche eine wohl zwischen 1903 und 1907 geschnitzte figürliche Darstellung von ihm.